# Hanna Weichenhain
Hanna Weichenhain (* 18. Oktober 2008) ist eine deutsche Eishockeyspielerin, die seit 2023 beim ECDC Memmingen aus der Deutschen Frauen Eishockey Liga (DFEL) unter Vertrag steht. 

## Karriere
Weichenhain begann mit dem Eishockey beim EV Lindau. Seit der Saison 2023/24 läuft sie für den ECDC Memmingen in der DFEL auf und gewann mit diesem 2024 die deutsche Meisterschaft.
Im November 2024 wurde sie als 16-Jährige erstmals in die Deutsche Eishockeynationalmannschaft der Frauen berufen. Zuvor hatte sie für die U18-Frauen-Nationalmannschaft gespielt und mit dieser bei der Weltmeisterschaft 2023 den Aufstieg aus der Division I in die Top-Division geschafft. Zudem gewann sie mit der U16-Nationalmannschaft bei den Olympischen Jugend-Winterspielen 2024 die Bronzemedaille.
Weichenhain besucht das Bodensee-Gymnasium Lindau (Stand 2025). Ihre jüngere Schwester Sara spielt ebenfalls Eishockey.

## Erfolge und Auszeichnungen
- 2023 Aufstieg in die Top-Division bei der U18-Weltmeisterschaft der Division IA
- 2024 Bronzemedaille bei den Olympischen Jugend-Winterspielen
- 2024 Deutscher Meister mit dem ECDC Memmingen